# Barranc dels Mianers
El barranc dels Mianers és un barranc de l'antic terme de Benés, de l'Alta Ribagorça, tot i que administrativament pertany al terme de Sarroca de Bellera, al Pallars Jussà.
Es forma a llevant del Tossal de Cogomar, a ponent de la Borda de la Cabdelleta, des d'on davalla cap al sud-est, per anar a trobar el riu de Manyanet. Discorre pel sud del poble del Mesull.